# Мартинес, Сауль
Сау́ль Асаэль Марти́нес (исп. Saúl Asael Martínez; род. 29 января 1976[…], Колон) — гондурасский футболист, нападающий. Длительное время выступал за сборную своей страны. В 2001 году вместе с национальной командой занял третье место на Кубке Америки, где отметился двумя забитыми голами.

## Биография
Мартинес родился в департаменте Колон, на любительском уровне занимался футболом, продолжил и после переезда в США, где выступал сначала за полупрофессиональные команды, а в 1999 году дебютировал в профессиональном клубе «Майами Фьюжн». После прихода в эту команду тренера Иво Вортмана, Сауль в 2000 году решил вернуться на родину, где вначале выступал за самый титулованный клуб страны «Олимпию» из Тегусигальпы, а затем перешёл в «Мотагуа».
После очень успешного для Гондураса и самого Мартинеса Кубка Америки 2001 года, футболиста приобрёл один из самых титулованных клубов Южной Америки, «Насьональ». За половину сезона 2001 года Мартинес провёл 6 матчей в первенстве Уругвая и стал чемпионом этой страны. В 2002 году Сауль провёл за «Насьональ» всего один матч, и не имея возможности конкурировать с игроками основы решил сменить команду, перебравшись в «Шанхай Шэньхуа». Постфактум Сауль Мартинес благодаря этому единственному матчу во второй раз стал чемпионом Уругвая.
В Китае «Спиди» («Быстрый») стал одним из лучших игроков чемпионата. В 2003 году Мартинес помог своей команде выиграть чемпионат КНР. В том же году он выиграл «Золотую бутсу» Китая, став лучшим бомбардиром первенства. До 2007 года Сауль выступал за китайские и японскую команды, в 2007 году ненадолго вернувшись в «Мотагуа». С 2008 года Сауль вернулся в Центральную Америку. Он провёл 1 сезон в коста-риканском «Эредиано», а затем вернулся на родину. В 2008 году впервые в своей карьере стал чемпионом Гондураса, выиграв с «Марафоном» Апертуру сезона 2008/09.
В сборной Гондураса «Спиди» Мартинес дебютировал в 2001 году. КОНМЕБОЛ в последний момент пригласила сборную Гондураса для участия в Кубке Америки, поскольку с турнира снялась Аргентина. Гондурасцы довольно легко вышли из группы, обыграв в том числе будущих участников чемпионата мира 2002 года сборную Уругвая 1:0. В матче 1/4 финала гости турнира сенсационно обыграли сборную Бразилии, более чем наполовину укомплектованную игроками, которые через год выиграют чемпионат мира. На 57-й минуте Жулиано Белетти срезал мяч в свои ворота, на 82-й минуте обоюдное удаление заработали Давид Каркамо и Эмерсон Феррейра, а на 90-й минуте точку в матче поставил Сауль Мартинес — 2:0.
В полуфинале Гондурас ничего не смог поделать с обороной хозяев первенства — сборная Колумбии, будущий чемпион, не пропустила на турнире ни одного мяча, и выиграла со счётом 2:0. А в матче за третье место Гондурас вновь обыграл Уругвай, на этот раз в серии пенальти (5:4) после счёта 2:2 в основное время — Сауль открыл счёт в этой игре на 14-й минуте. Мартинес реализовал свой пенальти сразу же после того, как Карлос Эдуардо Гутьеррес не смог поразить ворота сборной Гондураса. Сауль Мартинес с двумя забитыми голами стал вторым бомбардиром своей команды после Амадо Гевары, забившего три гола и признанного лучшим футболистом турнира.
В 2001—2009 годах Сауль Мартинес сыграл за сборную 36 матчей и забил 17 голов. В 2012 году он вновь был вызыван в расположение национальной команды после крайне успешного выступления за клуб (14 голов в 12 матчах первенства Гондураса) и забил в дополнительное время решающий гол в товарищеском международном турнире «Латинский кубок».
Статистика выступлений Сауля Мартинеса за сборную Гондураса:
| Год   | Игры | Голы |
| ----- | ---- | ---- |
| 2001  | 9    | 3    |
| 2002  | 2    | 4    |
| 2003  | 5    | 1    |
| 2004  | 11   | 2    |
| 2005  | 1    | 1    |
| 2007  | 4    | 5    |
| 2008  | 1    | 0    |
| 2009  | 3    | 1    |
| 2012  | 1    | 1    |
| Всего | 37   | 18   |

## Титулы и достижения
- Чемпион Уругвая (2): 2001, 2002
- Чемпион Гондураса: 2008/09 (Апертура)
- Чемпион КНР: 2003
- Лучший бомбардир чемпионата КНР: 2003
- Бронзовый призёр Кубка Америки: 2001